# Biserica greco-catolică din Teiuș
Biserica Română Unită din Teiuș, cu hramul Intrarea în Biserică a Maicii Domnului, a fost ctitorită în a doua jumătate a sec. al XVI-lea (probabil între anii 1586-1598), de către ramura din Teiuș a familiei nobiliare Rațiu. Edificiul, situat în orașul Teiuș, pe strada Bisericii, nr. 304, este monument istoric clasificat sub cod LMI AB-II-m-A-00372.

## Istoric

Petru Rácz I. și Zamfira Logofăt de Pitești Tablou votiv (sec. XVI), Biserica Greco-Catolică, Teiuș, jud. Alba

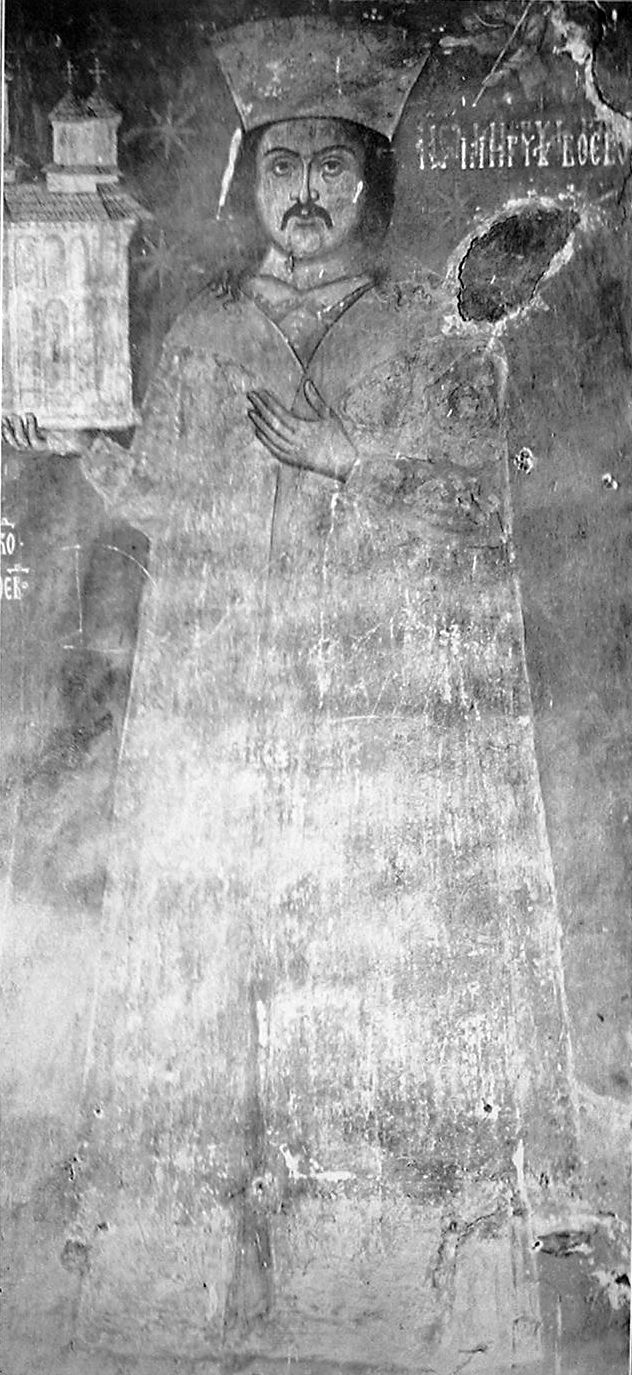
Domnitorul Mircea Ciobanul

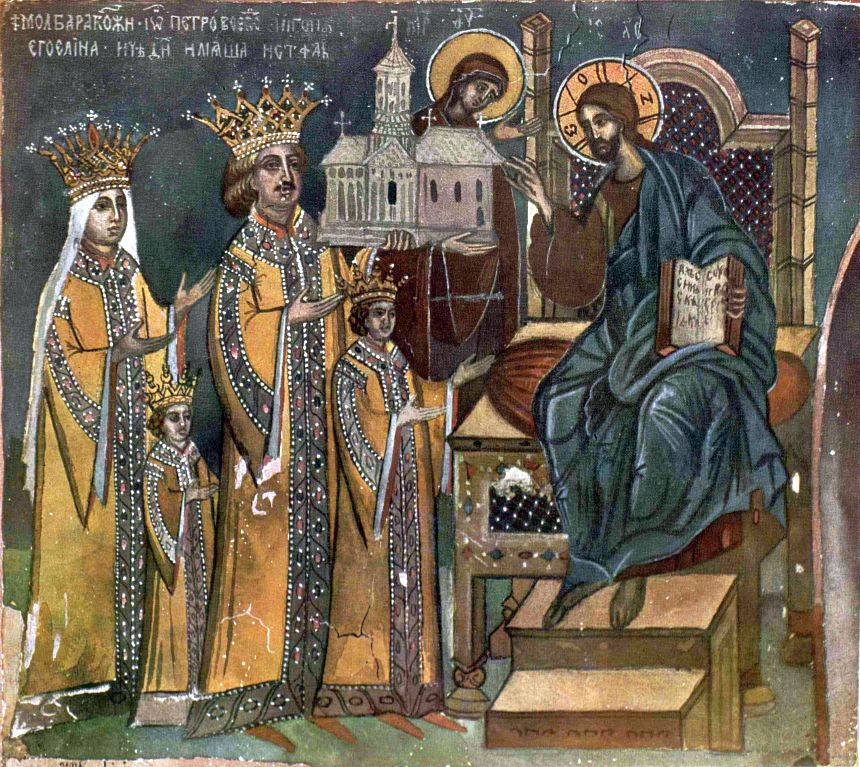
Domnitorul Petru Rareș

Biserica românească din secolul al XVI-lea din Teiuș este o ctitorie a nobililor români Petru Racz (Rațiu), soția sa domnița Zamfira și Mihail Rácz. Șematismul Arhidiocezei Mitropolitane Greco-Catolice din Alba Iulia și Făgăraș, de la anul 1900 consemnează la pagina 131: La Teiuș, exista o biserică de piatră construită în anul 1500 cu hramul Intrarea în Biserică a Maicii Domnului. Exista și o casă parohială din piatră construită în anul 1866. Parohia avea și o școală confesională, pentru băieți și fete. Școala din Teiuș cu clădire de piatră, în anul 1800 avea o vechime de 45 de ani, ceea ce dă ca dată a înființării ei, anul 1755. Școala avea 225 de elevi, 115 băieți și 110 fete.
În anul 1710 episcopul romano-catolic din Alba Iulia, András Illyés, relatează că: Paul Zöld a donat 2 fonduri nobiliare celor trei biserici din Teiuș, adică bisericii romano-catolice, bisericii românești și oratoriului evanghelic. În anul 1733 în Teiuș erau 8 familii de religie greco-catolică, adică 40 de suflete care aveau biserică și casă parohială.
Până în anul 1700 credincioșii români din Teiuș au aparținut de biserica ortodoxă. După anul 1700 au aderat la Biserica Romei. Singura biserică românească din Teiuș, construită în secolul al XVI-lea, odată cu aderarea a trecut în patrimoniul bisericii greco-catolice. După anul 1948 lăcașul a aparținut Bisericii Ortodoxe Române. În anul 1990, cea mai veche biserică românească din Teiuș a fost retrocedată Bisericii Greco-Catolice.
În anul 1948 a fost preluată de către Biserica Ortodoxă Română.  După anul 1990, prin trecerea preotului paroh Vasile Chețean și a majorității credincioșilor la Biserica Greco-Catolică, a devenit biserica parohială unită.
Pisania originală, dăltuită în piatră în limba slavonă veche, pe arhitrava ușii bisericii, din păcate nedatată, menționează: Eu Raț Mihail cu mila lui Dumnezeu sluger, am zidit în numele Domnului Dumnezeu, Domnul să ierte.
În centrul pisaniei se află blazonul Rácz de Galgó, acordat lui Petru Rácz și familiei sale în 16 iulie 1585 de principele Ștefan Bathory, totodată rege al Poloniei, pentru îndeplinirea cu succes a misiunii diplomatice la Poarta Otomană. Blazonul reprezintă deocamdată cea mai importantă sursă de informații referitoare la vechimea bisericii. Existența blazonului indică în mod cert faptul că biserica a fost construită după anul 1585 (anul înnobilării lui Petru cu titlul Rácz de Galgó) și finalizată înainte de anul 1599, anul decesului lui Petru în Bătălia de la Șelimbăr și a înmormântării acestuia în interiorul bisericii. Despre pisanie se mai menționează că o copie efectuată în decembrie 1870 după originalul din „lada bisericii din Teiuș”, i-a fost trimisă lui Ioan Micu Moldovan, iar acesta ar fi văzut originalul în 25 iunie 1911.
În interiorul bisericii pe peretele vestic al navei, în dreapta intrării, se află pictat tabloul votiv care-l reprezintă pe Petru Rácz împreună cu soția sa domnița Zamfira, îmbrăcați în straie boierești românești de ceremonie, ținând pe palme macheta bisericii. 
Domnița Zamfira a fost fiica mai mare a boierului muntean Ioan și a domniței Stana Norocea, logofăt de Pitești și Szaszsebes (Sebeșul Săsesc), nepoată pe linie maternă a domnului muntean Mircea Ciobanul (stră-stră-nepotul lui Mircea cel Bătrân) și a doamnei Chiajna (fiica lui Petru Rareș și nepoata lui Ștefan cel Mare). 
Tabloul votiv indică fără dubii faptul că Petru și Zamfira au fost ctitorii bisericii din Teiuș. Pisania bisericii indică tot fără dubii, faptul că biserica a fost zidită și de către Mihail Raț (Rácz). Deci și el a fost ctitor, chiar foarte important, deși documentele istorice cunoscute până acum nu oferă indicii clare privind gradul de rudenie dintre acesta și Petru Racz. 
Faptul că atât Petru Rácz I. (apoi fiul său Adam I și urmașii acestuia) cât și Mihail Rácz II. au folosit împreună după anul 1585 titlul și blazonul Rácz de Galgó, înseamnă că făceau parte din aceeași familie și probabil erau rude foarte apropiate, altfel Petru nu putea fi înmormântat în biserica ctitorită de către Mihail.
Despre Mihail Rácz se știe că în anul 1563 era unul dintre locotenenții regelui Ungariei și principe al Transilvaniei, Ioan Sigismund Zapolya și a participat la asediul cetății Suceava care s-a încheiat cu înlăturarea de pe tron a lui Despot Vodă, domnul Moldovei. 
Mihail Rácz a fost unul dintre comandanții destoinici aflați în subordinea lui Cristofor Hagymasi, membru al consiliului princiar al lui Ioan Sigismund Zapolya, căpitanul suprem al oastei țării (1566). Despre Mihail Rácz și alți câțiva comandanți se afirmă că „nu sunt catolici, dar nici cu totul calvini și nici luterani îndărătnici,” aceasta fiind o dovadă a spiritului de toleranță religioasă întreținut la curtea princiară și în armată, care a culminat cu Edictul de la Turda din 1568. Deci Mihail Racz II. nu putea fi decât român creștin ortodox. 
Petru Rácz, menționat în catalogul J. Siebmacher’s,  cu titlul Rácz I., a fost înnobilat de către împăratul Rudolf al II-lea la Viena în anul 1578. În anul 1585 Petru Rácz este înnobilat și cu titlul Rácz de Galgó (Gâlgău, jud. Sălaj), moștenit apoi de către fiul său Adam și urmașii acestuia. Despre Gâlgău istoricul Ștefan Pascu precizează că numele localității este de origine română, așa cum reiese din documentele istorice din anul 1405, „villae olachales: ... Gîlgău ...”. 
Mihail Rácz înscris în catalogul J. Siebmacher’s  cu titlul Rácz II., a fost înnobilat de către Ștefan Báthory, regele Poloniei pe 16 octombrie 1581, în tabăra de la Pskov (Rusia). Tot acolo regele îi acordă pe 16 noiembrie 1581 lui Mihail Rácz și titlul „Rácz de Nemes-Prad”.
Din analiza cronologică a titlurilor nobiliare din catalogul J. Siebmacher’s se observă că după trei ani de la înnobilarea lui Petru Rácz, în anul 1581 a fost înnobilat și Mihail Rácz. Deoarece Petru Rácz I. și Zamfira au avut doar un singur urmaș pe linie bărbătească, Adam, atunci se poate admite posibilitatea, că Mihail Rácz a fost rudă foarte apropiată a lui Petru Rácz, amândoi au fost contemporani, cunoscuți, respectați și răsplătiți în epocă pentru serviciile și meritele lor diplomatice și militare. 
Petru Rácz I. a fost curtean (familiaris), la Curtea de la Viena a Împăratului Rudolf al II-lea, la Curtea lui Ștefan Báthory, principele Transilvaniei și rege al Poloniei și la Curtea lui Sigismund Báthory, principele Transilvaniei. Mihail Rácz II. a fost și el curtean la Curtea lui Ștefan Báthory și Sigismund Báthory. 
Prezența mormintelor, marcate cu lespezi de piatră, ale lui Petru Rácz I. și domniței Zamfira, până în anul 2001 în interiorul bisericii din Teiuș, este dovada de netăgăduit a faptului că biserica este ctitoria lor. Sunt unele păreri care susțin ipoteza că biserica a început să fie construită de către Mihail Rácz II, dar lucrări foarte importante sau datorat în principal lui Petru Rácz I și soției sale Zamfira, fapt care ar explica absența primului din tabloul votiv. 
În ceea ce privește cronologia bisericii, ținând cont de caracteristicile stilistice ale elementelor arhitecturale pe care biserica încă le mai păstrează, ancadramentul ușii cu pisania, rozasa cu trafor de piatră, tabloul votiv și datele istorice despre ctitori, se presupune că biserica a fost construită spre sfârșitul secolului al XVI-lea, înainte de anul 1599, când Petru Rácz I, ajuns căpitan în armata lui Mihai Viteazul, a încetat din viață la Șelimbăr (Sibiu) pe 28 octombrie 1599.
În arealul Teiușului mai dăinuie până în ziua de azi doar trei biserici românești medievale din piatră: Biserica veche a Mănăstirii Râmeț, din sec. al XIII-lea; Biserica Episcopală din Geoagiu de Sus, ctitorită înainte de anul 1529 de Radu de la Afumați, Voievodul Țării Românești și Biserica Greco-Catolică din Teiuș, ctitorită înainte de anul 1599.

## Construcție, arhitectură și arheologie
Biserica veche din Teiuș este o construcție în stil bazilical, alcătuită dintr-o navă dreptunghiulară, prevăzută la extremitățile de apus și de răsărit cu un turn clopotniță și o absidă semicirculară fără decroș, care constituie altarul.
Transformarile făcute în timp bisericii se reflectă în structura construcției. În forma inițială biserica a avut o navă dreptunghiulară (12x7 m) la exterior, un turn clopotniță adosat fațadei vestice (4x4 m) la exterior și o absidă decroșată (specifică stilului bizantin/ortodox) a cărei planimetrie este necunoscută. Partea veche, turnul clopotniță și naosul original sunt construite din piatră, în timp ce a doua travee care a prelungit naosul prin dărâmarea primei abside și altarul actual, sunt executate din piatră și cărămidă.
Naosul este acoperit cu o boltă semicilindrică de cărămidă, iar la exterior, zidurile sunt sprijinite pe fiecare latură de câte patru contraforturi. 
În anul 1810 vechiul altar a fost demolat, iar nava a fost prelungită spre est cu o travee lungă de 8 m, continuată cu o absidă nedecroșată, de 6 m pe axă, despărțită de navă printr-o tâmplă de zidărie cu trei intrări.
Edificiul rezultat în urma transformărilor constructive din anul 1810 are o lungime de 29,30 m, această dimensiune fiind înregistrată pe axa construcției, la exterior, de pe latura vestică a turnului clopotniță și până în extremitatea răsăriteană a absidei altarului.
Zona de prelungire a navei a fost acoperită cu o boltă semicilindrică despărțită de partea veche printr-un arc dublu. Zidurile laterale au fost sprijinite în exterior cu două contraforturi, dispuse câte unul pe fiecare latură, la un interval mai mare decât distanțele dintre celelalte contraforturi de la partea veche a navei. Absida are două contraforturi iar bolta sa este informă și greu de definit. În anul 1810 s-a adăugat noul altar. Ferestrele actuale ale bisericii au deschideri dreptunghiulare cu evazare spre interior. Cele de la partea veche a naosului au fost modificate în anul 1810. Până în anul 1885, la partea superioară a turnului clopotniță a existat un foișor de lemn care a fost înlocuit cu unul de zidărie din cărămidă.
Partea veche a bisericii posedă ca principale elemente de identificare, un ancadrament de piatră care marchează intrarea de pe latura vestică a navei, o fereastră circulară de trafor și tabloul votiv. În anul 2001 în urma unui sondaj arheologic de salvare, au fost descoperite mormintele ctitorilor. Lespedea de mormânt a lui Petru cu dimensiunile de 2,15×0,88×0,26 m, era întreagă, iar cea a Zamfirei cu dimensiunile 1,80×0,86×0,22 m, prezenta fisuri. Ulterior mormintele au fost astupate cu pământ iar lespezile funerare au fost scoase afară din biserică. 
Naosul boltit semicilindric prezintă pe latura de vest, către turnul clopotniță, un ancadrament de piatră cu muchii teșite subliniat de un tor, pe a cărui lintou (buiandrug) de piatră sunt sculptate pisania și blazonul familiei Rácz de Galgó, un scut heraldic și un braț ținând în mână o sabie îndreptată în sus având infipt în vârf un cap de turc. Deasupra ancadramentului din piatră al ușii cu pisania și blazonul (originale), se deschide o ferestră circulară (originală), cu o rozasă cu trafor de piatră ce descrie prin încrucișarea unor triunghiuri arcuite, o stea în șase colțuri. Aceasta este floarea vieții, care simbolic ilustrează legătura existentă în univers, între formle vieții și spiritul uman. Prezența acestei ferestre pe fațada vestică a navei, cu deschiderea în interiorul turnului, indică ipoteza ridicării acestuia după un anumit timp de la zidirea bisericii.
Naosul original prelungit spre est cu 6,30 m, are în continuare o absidă semicirculară nedecroșată (de aceeași lățime cu naosul), despărtiță de naos printr-o catapeteasmă de zidărie deasupra căreia se ridică în pod un timpan de zidărie complet ascuns de învelitoare. În zidăria absidei au fost înglobate ca material de construcție două cruci vechi de piatră, una cu inscripție slavă nedatată, iar cealaltă din anul 1790. Absida are o boltă informă, greu de definit, un compromis între o boltă a vela (curbură dublă) și o calotă pe pendentive, reprezentând în plus și o inflexiune în sensul profilului longitudinal. 
În interior, diferențierea etapelor de construcție este accentuată prin faptul că pictura veche, originală, se păstrează numai pe pereții și pe bolta vechiului naos. Suprafețele porțiunilor adăugate în anul 1810 au rămas zugrăvite simplu până în anul 2001, când biserica a fost pictată în naosul nou și în altar. În anul 1985 s-a pus în biserică un iconostas nou, sculptat, iar când s-a pictat biserica a fost vopsit cu bronz auriu. 
Comunitatea de credincioși români ai bisericii medievale din Teiuș prin Ștefan Racz (strănepot al ctitorilor Petru și Zamfira Racz) și prin episcopul Teofil (Toma) Seremi născut în Teiuș (care a început discuțiile de unire în anul 1693 și a condus primul Sinod al Unirii cu Biserica Romei), s-au situat în prima linie a marii acțiuni istorice de unire cu Biserica Romei finalizată în anul 1700. Ulterior comunitatea greco-catolică din Teiuș, devenită din ce în ce mai puternică și mai numeroasă, cum reiese din documentele istorice, a fost implicată în toate momentele istorice ale luptei de emancipare națională spirituală și culturală: în tinda vechii biserici a funcționat timp de câteva secole școala confesională românească; revoluția de la 1848 și războiul de rezistență națională, condus de către Avram Iancu; înființarea ASTREI în anul 1861; susținerea Memorandului din 1892 și Marea Unire de la 1918.
Biserica Greco-catolică din Teiuș cea mai veche ctitorie a strămoșilor familiei Rațiu și a stră-străbunicilor reginei Elisabeta a II-a a Marii Britanii, se află în pericolul iminent ca prin degradarea naturală și lucrările neprofesioniste de renovare din interiorul bisericii, vechile izvoare istorice să fie iremediabil pierdute. Tabloul votiv, partea inferioară a pereților cu fresca navei și tavanul sunt grav afectate de igrasie și condens, mormintele ctitorilor sunt acoperite cu gresie artificială fără a fi marcate, iar lespezile funerare crăpate sunt dosite înafara bisericii fără nicio inscripție. 
Problema restaurării urgente a tabloului votiv, a frescei interioare, reașezarea pe locul inițial a lespezilor de mormânt ale ctitorilor, resfințirea mormintelor acestora, marcarea acestora, precum și introducerea în circuitul turistic constituie un mod corect de revenire la normalitate. Dacă partea de conservare a arhitecturii bisericii a fost oarecum rezolvată prin intervenția din anul 2001, conservarea celorlalte elemente care compun monumentul istoric are caracter de urgență având în vedere vechimea bisericii și procesul de degradare accentuată datorat igrasiei și altor procese de alterare pe care doar specialiștii sunt în măsură să le identifice. 
Doar specialiștii vor trebui să stabilească procedurile optime de determinare, conservare și punere în valoare a componentelor artistice originale, respectiv tabloul votiv și fresca cu inscripții în limba slavonă. O altă componentă importantă o constituie conservarea elementelor originale din piatră, respectiv lespezile de mormânt ale ctitorilor, traforul, ancadramentul ușii bisericii cu pisania lui Mihail Rácz și blazonul familiei Rácz de Galgó. Fără o lucrare de restaurare profesionistă există riscul pierderii pentru totdeauna a acestui excepțional monument istoric de valoare națională și chiar internațională.
În decursul celor peste 400 de ani de existență, biserica a suferit mai multe intervenții constructive atât în interior cât și în exterior, care i-au dat aspectul din ziua de azi. Cronologic acestea se prezintă astfel:
1. Secolul al XIII-lea – este semnalată pe vatra actuală a bisericii existența unui lăcaș de cult creștin ortodox, probabil tot de zid.
2. Secolul al XVI-lea – între 1586 și 1598 a fost zidită din piatră partea monument istoric național din actuala biserică.
3. 1810 – vechiul altar a fost demolat, iar nava a fost prelungită spre est cu o travee continuată cu o absidă despărțită de navă printr-o tâmplă de zidărie, din piatră și cărămidă. Pictura veche, originală, cu inscripții în slavonă, se păstrează numai pe pereții și pe bolta vechiului naos.
4. 1885 – foișorul de lemn al turnului clopotniță a fost înlocuit cu unul din cărămidă.
5. 1985 – biserica a fost înfrumusețată cu un iconostas sculptat.
6. 2001 – biserica a fost pictată în naosul nou și în altar.
7. 2002 – biserica a fost reparată atât în exterior cât și în interior.

## Controverse legate de renovarea din 2002
În anul 2002, sub conducerea parohului Paul Turcu, biserica a fost reparată în exterior, în partea stângă s-a construit o sacristie, s-a introdus încălzire centrală, s-a schimbat țigla de pe acoperiș, dușumeaua a fost placată cu gresie artificială, în jurul bisericii s-au făcut trotuare, iar din dușumeaua veche din dale de piatră s-a amenajat o alee între ușa laterală de evacuare și aleea principală de acces în cimitir. Indrei Rațiu, fiul lui Ion Rațiu, a reclamat la Ioan Piso, directorul Muzeului de Istorie a Transilvaniei, renovarea defectuoasă a monumentului. Concluzia istoricilor a fost că ceea ce a făcut protopopul Turcu este ilegal.
În anul 2010 a fost adresat un memoriu către academicianul Nicolae Edroiu, în care mai mulți membri ai familiei Rațiu au tras „un semnal de alarmă cu privire la cele ce  se petrec la biserica greco-catolică monument istoric din Teiuș, ctitorie a Rățeștilor, unde mormintele ctitorilor au fost înlăturate, iar reabilitarea lăcașului pune în pericol alte vestigii importante.”

## Incendiul din 2018
În data de 5 ianuarie 2018 a izbuncit un incendiu de la anexele construite în 2002, incendiu care a afectat o parte din acoperișul bisericii.

## Galerie de imagini

Biserica din Teiuș, sec. XVI, Ctitoria lui Petru și Zamfira Racz
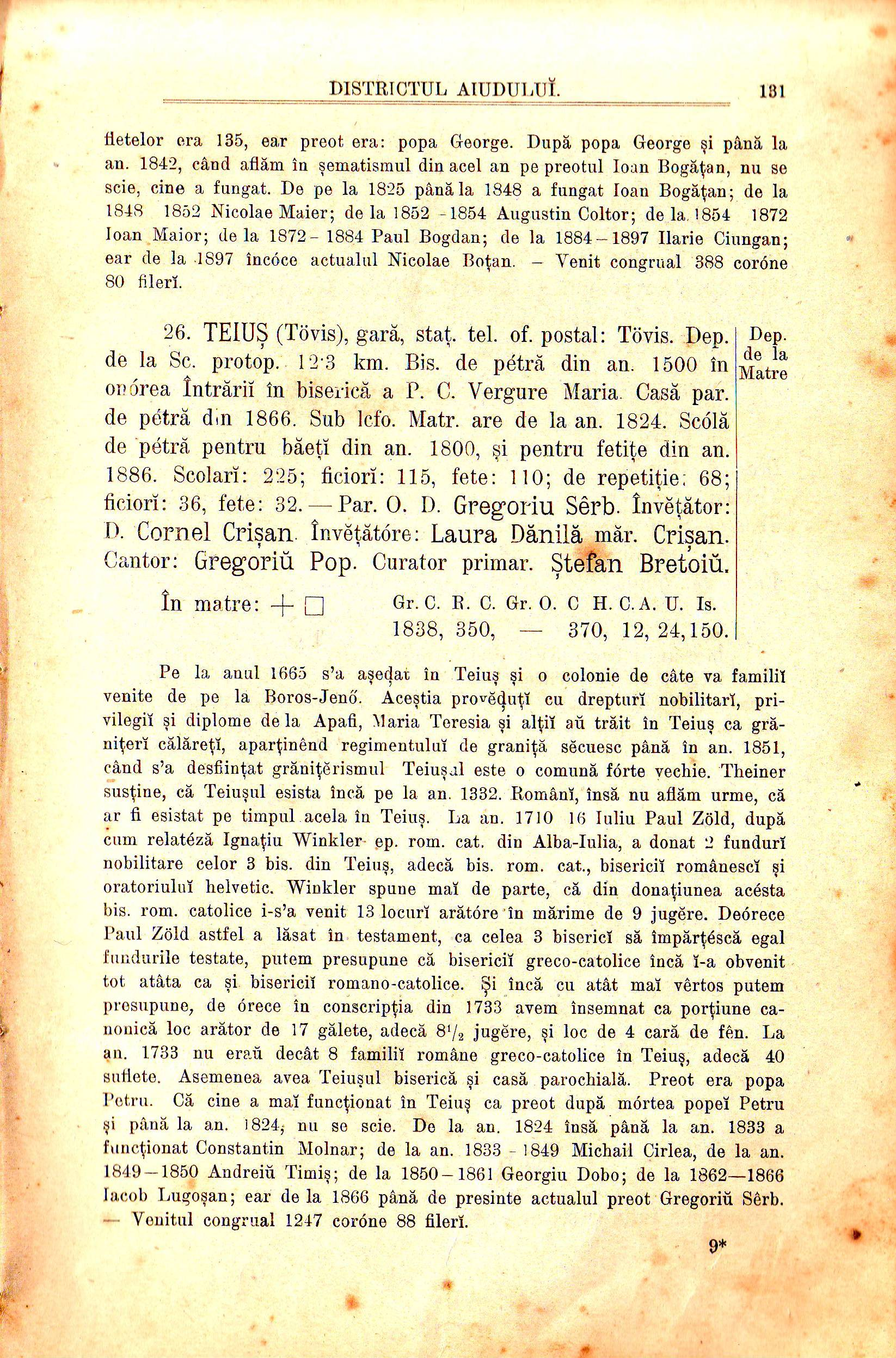
Biserica din Teiuș, în Șematismul de la 1900
Biserica Greco-catolică din Teiuș, Harta Iosefină a Transilvaniei, 1769-1773
Blazon Racz de Galgo, biserica din Teiuș
Piatra de mormânt (dinspre cap), Petru Racz I.
Piatra de mormânt (dinspre picioare), Petru Racz I.
Piatra de mormânt (dinspre cap), Zamfira Racz
Piatra de mormânt (dinspre picioare), Zamfira Racz
Blazon Petru Racz I., cf. J. Siebmacher’s
Racz I, descriere diplomă, cf. J. Siebmacher’s
Racz de Galgo, blazon, cf. J. Siebmacher’s
Racz de Galgo, descriere diplomă, cf. J. Siebmacher’s
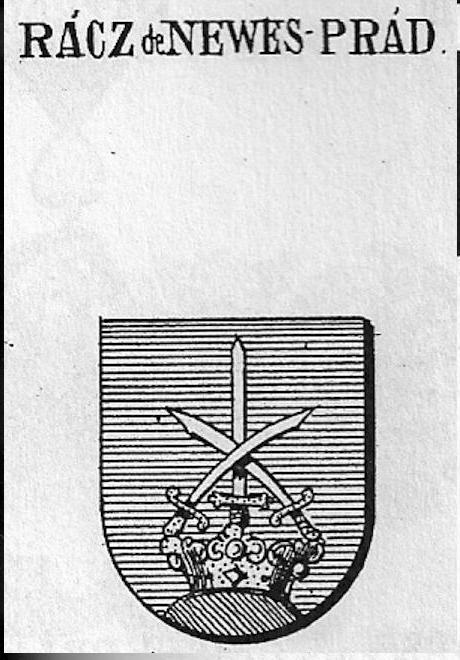
Blazon Mihail Racz de Nemes-Prad
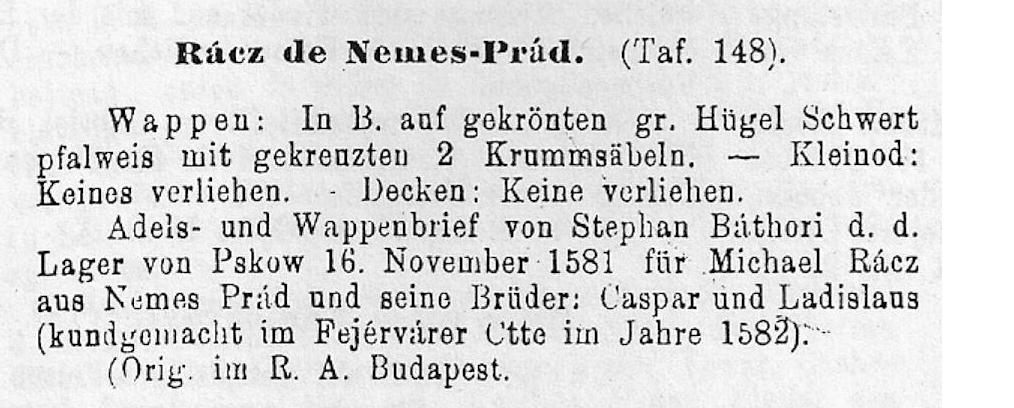
Mihail Racz de Nemes-Prad, detaliu diplomă
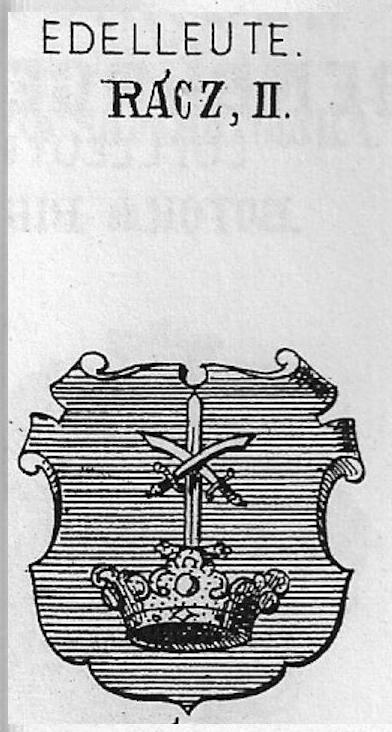
Blazon Racz II.
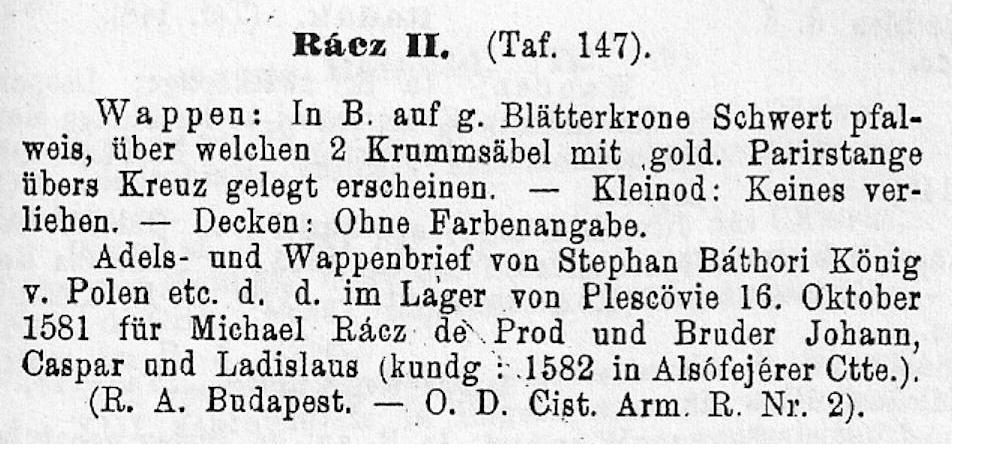
Racz II., detaliu diplomă
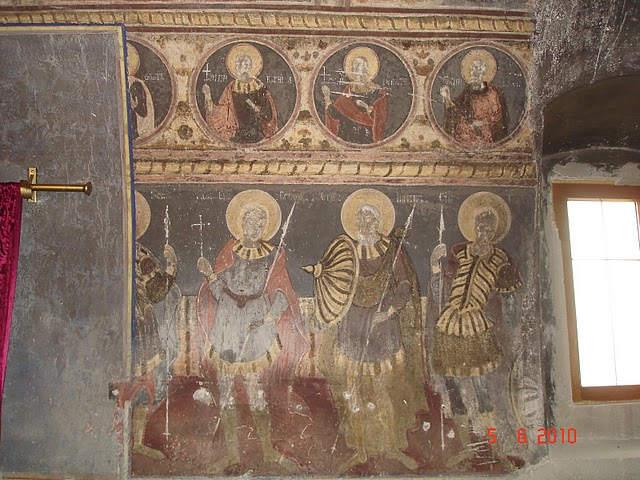
1. Detaliu frescă, Biserica din Teiuș
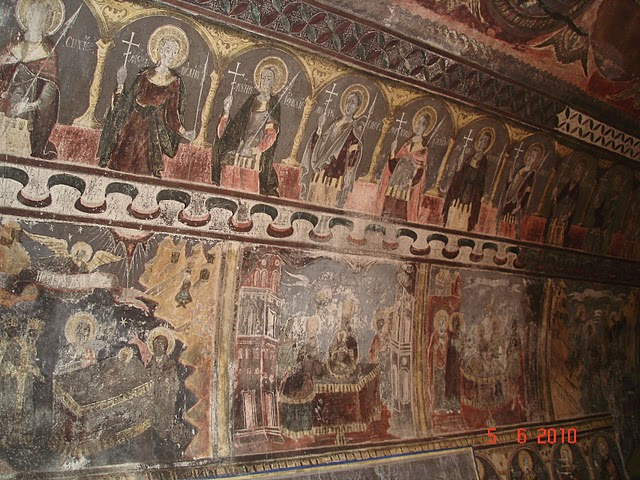
2. Detaliu frescă, Biserica din Teiuș
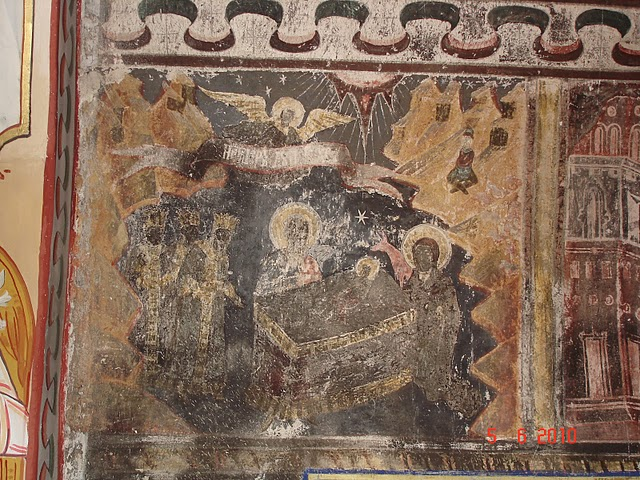
3. Detaliu frescă, Biserica din Teiuș
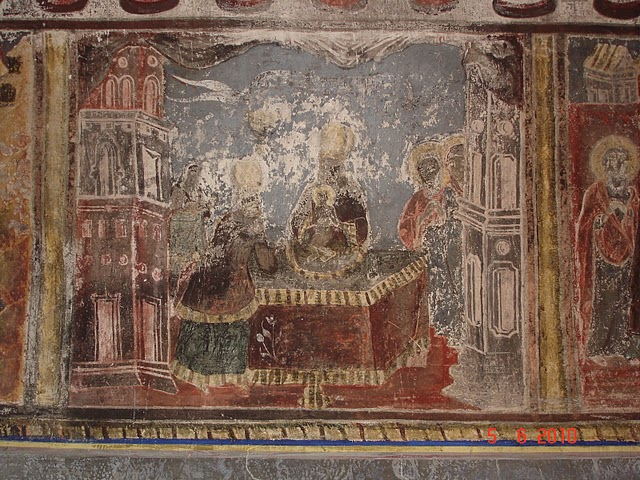
4. Detaliu frescă, Biserica din Teiuș
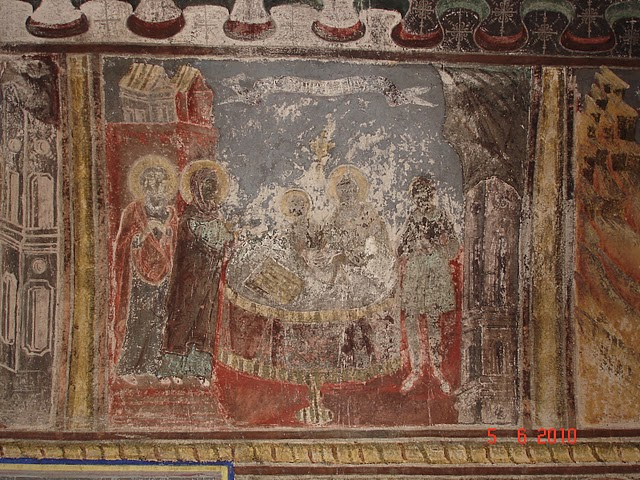
5. Detaliu frescă, Biserica din Teiuș
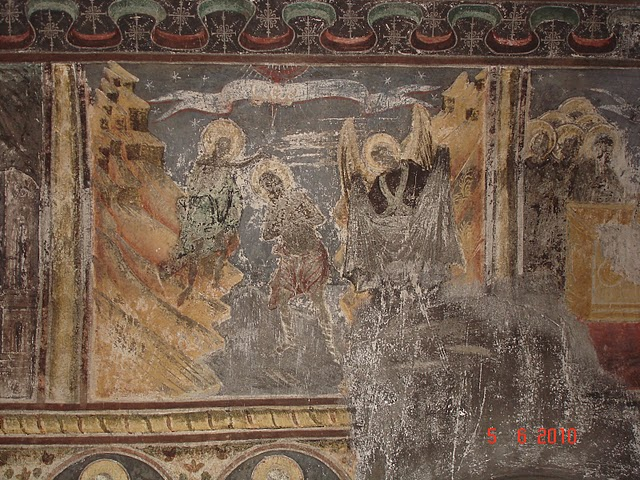
6. Detaliu frescă, Biserica din Teiuș
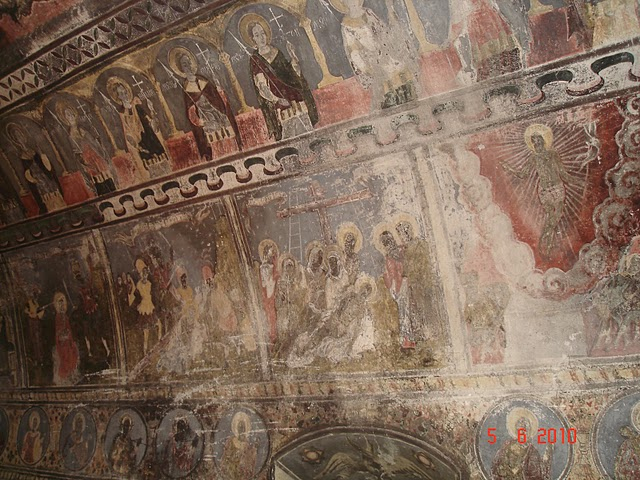
7. Detaliu frescă, Biserica din Teiuș
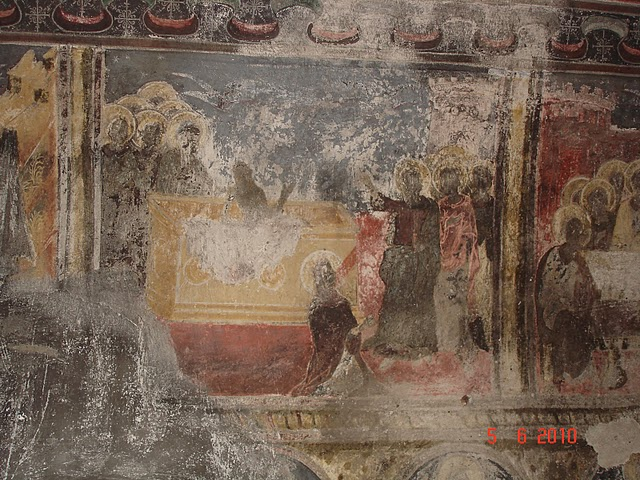
8. Detaliu frescă, Biserica din Teiuș
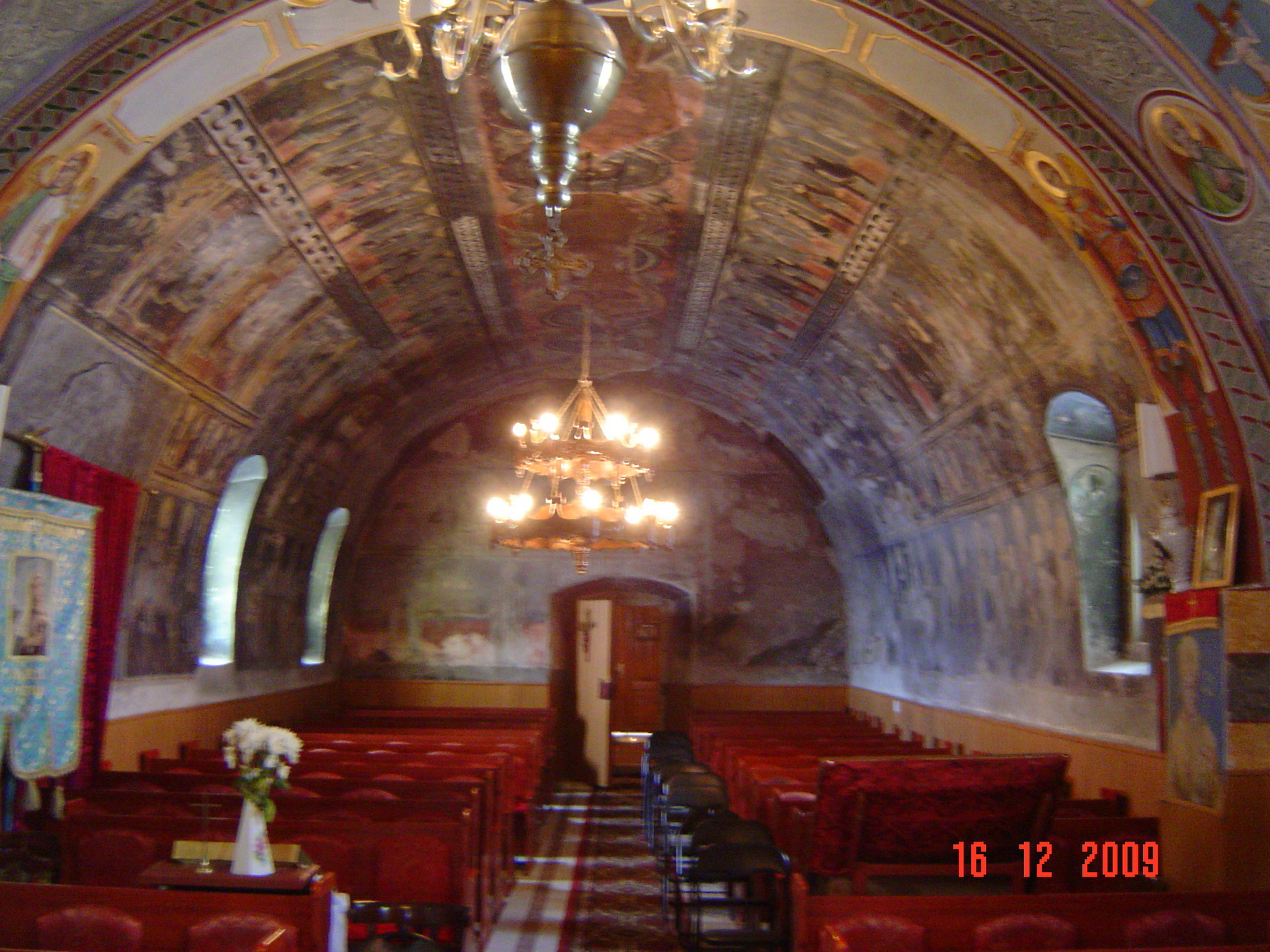
Ansamblu frescă, Biserica din Teiuș
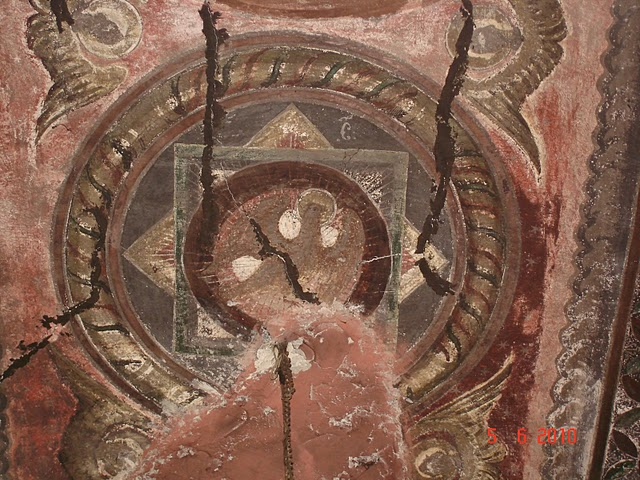
Frescă tavan, Biserica din Teiuș
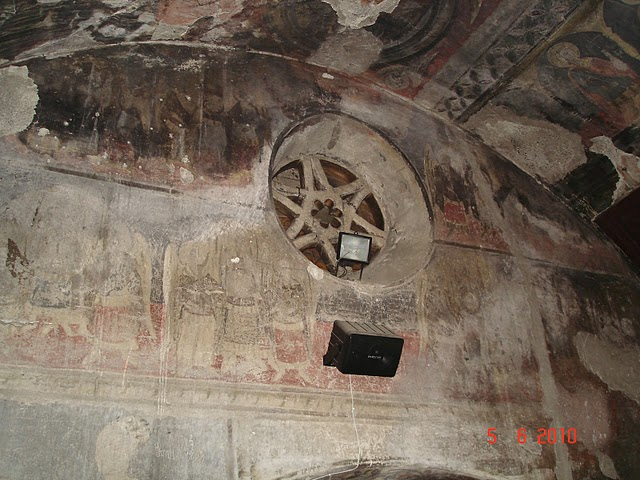
Rozasă cu trafor de piatră, Biserica din Teiuș
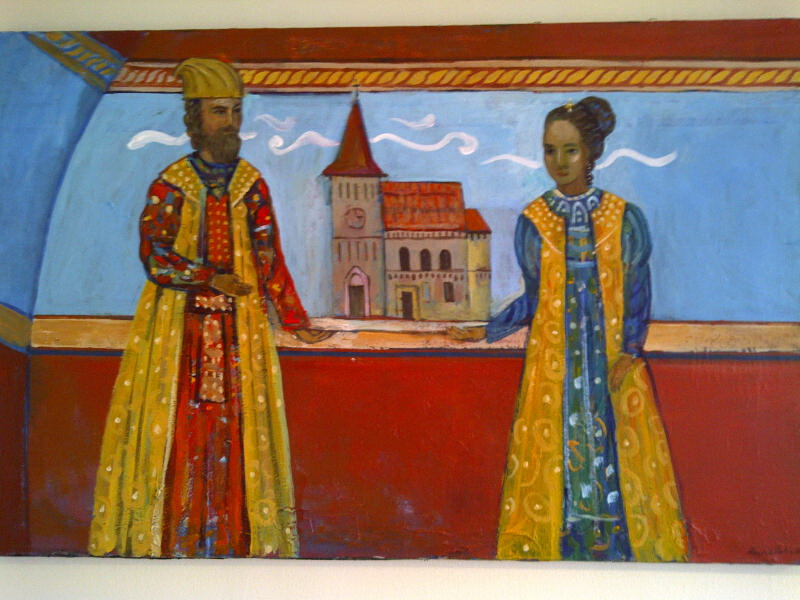
Tabloul votiv al Bisericii din Teiuș in viziunea pictorului Daniel Rațiu, Londra
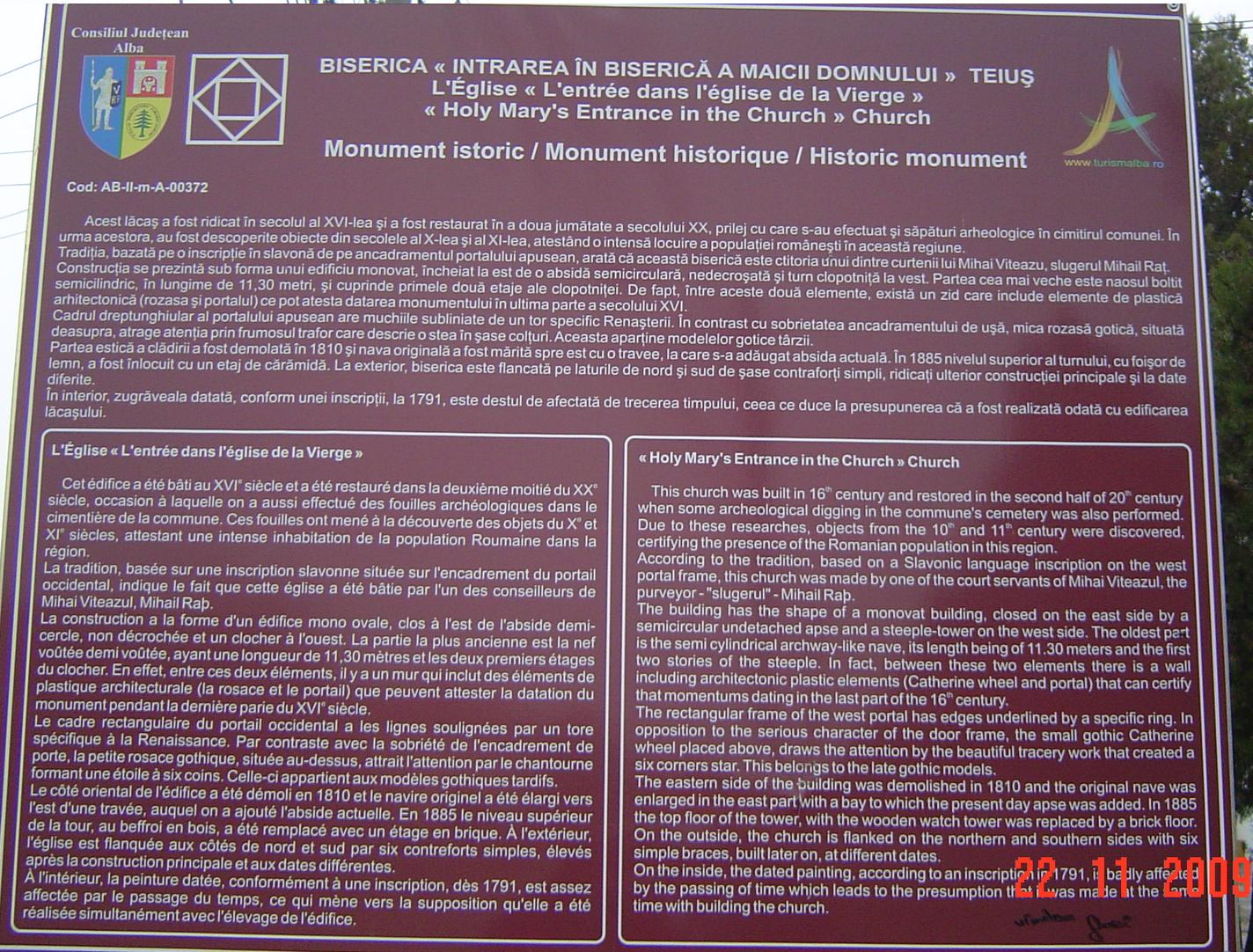
Panou de marcare monument istoric, Biserica din Teiuș
- Marele Arbore Genealogic al Familiei Ratiu de Noslac (Nagylak), fond pergament, actualizat la data de 20.09.2023